# Philip Davis (politico)
Philip Edward Davis, detto Brave (Exuma, 7 giugno 1951), è un politico e avvocato bahamense, Primo Ministro delle Bahamas dal 2021.
È stato membro del Parlamento (PB) per Cat Island, Rum Cay e San Salvador da maggio 2002.
Davis è stato anche vice primo ministro di Perry Christie e ministro dei lavori pubblici e dello sviluppo urbano dal 2012 al 2017.

## Biografia
Davis è nato a Exuma, ed era il maggiore di otto figli, sua madre Dorothy (nata Smith), era una domestica, e suo padre Brave Edward Davis un pompiere nato a Old Bight, Cat. Davis ha trascorso la sua prima infanzia vivendo con i nonni a Cat Island, dove ha frequentato la Old Bight All Age School. Dopo essere tornato a Nassau, ha continuato la sua formazione presso le scuole occidentali e si è laureato al St. John's College. Cresciuto in una famiglia povera, Davis ha svolto una serie di lavoretti dall'età di 7 anni per arrotondare le entrate della famiglia.

## Carriera professionale
Dopo aver terminato i suoi Ordinary Level, una qualifica specifica di alcune scuole, Davis ha lavorato come operaio edile fino a quando non ha trovato lavoro alla Barclays. Il lavoro è stato però breve, poiché i suoi supervisori lo hanno incoraggiato a seguire la strada della legge. È stato invitato per la prima volta a un colloquio per diventare avvocato presso lo studio legale di un certo Davis Bethel. Anche se il colloqui fallì, venne assunto come impiegato alla Wallace-Whitfield & Barnwell nello stesso anno e completò i suoi studi legali in 3 anni. Davis è stato chiamato al Bahamas Bar nel 1975, dove ha ricoperto due mandati come vicepresidente e uno come presidente della Bahamas Bar Association. È diventato anche un impiegato con contratto a tempo indeterminato alla Christie, Ingraham & Co, ed è stato nominato Magistrato. Ha pure fatto parte del Consiglio di Educazione Giuridica del CARICOM.

## Carriera politica
Davis è entrato in contatto col Partito Liberale Progressista in giovane età, facendo volontariato come aiutante per la campagna alle elezioni generali del 1967. È stato eletto per la prima volta membro del Parlamento (PB) per Cat Island, Rum Cay e San Salvador in un'elezione suppletiva del 1992. Anche se ha perso tale carica nel 1997, è riuscito però a farsi rieleggere al parlamento nel 2002, e da lì in poi detiene ancora questa carica.
È diventato anche un membro del Queen's Counsel (QC) nel 2015.

### Ministro dei Lavori Pubblici e dello Sviluppo Urbano
In qualità di ministro dei lavori pubblici e dello sviluppo urbano, ha supervisionato e assicurato che circa 1000 case, a Family Islands e a New Providence, fossero dotate di servizi igienici interni e acqua potabile, inoltre ha supervisionato gli sviluppi infrastrutturali in tutte le isole, come la costruzione di strade, ricostruzione di dighe, illuminazione degli aeroporti e riparazione di edifici e banchine danneggiati dagli uragani.

### Primo Ministro
Dopo aver vinto le elezioni del 2021 sconfiggendo con il 66% di voti i suoi avversari, Davis è stato nominato Primo Ministro.

## Vita personale
Davis è sposato con Ann Marie Davis, attivista per i diritti delle donne e tesoriera della Bahamas Human Society. Hanno sei figli e sono Anglicani. Davis è inoltre appassionato di sport, in particolare del baseball, del softball e del nuoto.